# Georges Baptiste François Allix
Pour les articles homonymes, voir Allix.
Georges Baptiste François Allix (né le 27 juillet 1808 à Gasny et mort le 29 mai 1881 dans la même commune) est un ingénieur militaire du génie maritime.

## Biographie
Il entre à l'École polytechnique en novembre 1827, devient élève de l'école d'application du Génie maritime le 9 novembre 1829, puis élève admis le 1er janvier 1831. Gravissant tous les échelons d'ingénieur, il sera nommé ingénieur de 1re classe le 27 septembre 1852.
En 1846, il dessine la coque du yacht-aviso Comte d'Eu, destiné au roi Louis-Philippe. Ce vapeur est mis à l'eau aux chantiers navals d'Augustin Normand (dits chantiers Normand), père de Jacques-Augustin Normand, le 20 décembre 1846. 
En 1852, un programme pour un certain nombre de frégates de premier ordre est lancé. La classe Impératrice Eugénie de 6 navires de guerre à vapeur est construite selon un projet d'Henri Dupuy de Lôme : l'Ardente, l'Audacieuse, la Foudre, l'Impératrice Eugénie, l'Impétueuse et la Souveraine. À partir du projet, Allix dessine les plans des deux derniers qui sont approuvés le 21 novembre 1853 : l'Impétueuse est lancée le 15 août 1856 à Cherbourg et la Souveraine est lancée le 3 juin 1856 à Lorient. En moyenne, ces navires ont déplacé 3 800 tonneaux et atteint 12 nœuds lors des essais.
Allix est membre du Conseil des travaux de la Marine de juillet 1853 à juin 1854, chevalier puis officier de la Légion d'honneur le 12 août 1862. Au 1er janvier 1860, il est membre de la Commission supérieure pour le perfectionnement de l'École navale impériale (sous la présidence du contre-amiral Pierre Louis Aimé Mathieu). Au 1er janvier 1869, il est membre de la Commission d'examen des mécaniciens.

## Vie personnelle
Il épouse Marie-Louise Rosalie Marinel et est le père de Louis Georges Allix, polytechnicien, officier du génie, né à Paris le 12 février 1862.

## Distinctions
- Officier de la Légion d'honneur (1862)